# Burnout: Legends
Burnout Legends – czwarta część serii komputerowych gier wyścigowych Burnout wydana 13 września 2005 roku przez Electronic Arts na konsole PlayStation Portable oraz Nintendo DS.

## Tryby gry
- Crash
- Pursuit
- Burning Lap
- Road Rage
- Eliminator
- Race
- Time Attack
- Legends Face-Off
- Legends GP